# Troy (Comic)
Troy ist eine fiktive Welt, die der französische Autor Christophe Arleston 1994 für seine dort angesiedelte Comicserie Lanfeust von Troy entwickelte und in der auch alle Nachfolgeserien spielen. Die Comics wurden unter anderem von Didier Tarquin gezeichnet.
In dieser magischen Welt hat jeder Bewohner eine besondere, manchmal nützliche, oft aber auch störende Fähigkeit: Manche können Hunger erzeugen, andere Feuer machen oder Dinge zum Fliegen bringen. Auch Teleportation oder Haare-zum-Wachsen-bringen sind bekannt. All diese Fähigkeiten gehen auf das Magohamoth zurück, ein mystisches Wesen, dessen Magie alle Wesen von Troy beeinflusst.

## Die einzelnen Serien

### Lanfeust von Troy
1994-2000 & 2021-heute
(Lanfeust de Troy) Die erste, 8-bändige Serie aus dem Jahr 1994 erzählt vom jungen Lanfeust, der Metall zum Schmelzen bringen kann und folgerichtig beim örtlichen Schmied in die Lehre geht. Dort soll er eines Tages die gebrochene Klinge eines Schwertes reparieren, das dem aufgeblasenen Ritter Blaugold gehört. Als er den Elfenbeingriff der Waffe berührt, schleudert ein Energiestoß ihn in den Schmelztiegel – er überlebt jedoch unverletzt. Der Weise Nicolas, Vater von Lanfeusts Verlobter, erkennt in ihm einen jener wenigen, die die wahre Macht des Magohamoth einzusetzen verstehen. Das Elfenbein muss also ein Teil von dessen Körper sein. Lanfeust und Nicolas machen sich mit dessen Töchtern C'ian und Cixi und dem Troll Hebus auf, Blaugold zu finden. 

### Troll von Troy
1997-heute
(Trolls de Troy) Die derzeit (2019) bei 22 Bänden angekommene Serie erzählt von Hebus' Großvater Teträm und seiner menschlichen Tochter Waha, die sich mit den Ränkespielen des Ehrwürdigen Weisen von Eckmül herumschlagen und ihr kleines Trolldorf immer wieder gegen Bedrohungen von außen verteidigen müssen. Waha hat wie alle Menschen eine besondere Fähigkeit – und ihre ist besonderer als die meisten: Es ist eine Zufallsfähigkeit, die jedes Mal einen anderen Effekt hat. Mal entstehen nur Seifenblasen, ein anderes Mal gibt es einen Meteoritenschauer.

### Die Gnome von Troy
2000-2014
(Gnomes de Troy) In diesem nicht ganz ernst gemeinten Prequel wird in kleinen Geschichten aus der Kindheit von Lanfeust und seinen Freunden berichtet. Dabei gibt es wiederholt Verweise auf spätere Erlebnisse der Helden.

### Lanfeust der Sterne
2001-2008
(Lanfeust des étoiles) Lanfeust und Hebus werden Zeugen der ersten Landung eines Raumschiffs auf Troy. Abgesandte der Prinzen von Merrion, denen die Heimatwelt von Lanfeust und seinen Freunden formal gehört, sehen den jungen Helden und seinen Erzfeind Thanos als Höhepunkte eines evolutionären Experiments, das sie mithilfe des Magohamoth vor Äonen starteten.
In der 8-bändigen Reihe reisen Lanfeust, Hebus, Cixi und Thanos zu den Sternen und lüften nach vielen Kämpfen und Prüfungen das Geheimnis von Troy.

### Lanfeust Odyssee
2009-2018
(Lanfeust Odyssey)  Nach ihren Sternenabenteuern kehren Lanfeust und Hebus nach Troy zurück, wo die Zeit viel schneller vergangen ist als im All. Zusammen mit alten Bekannten aus der Serie Lanfeust von Troy wie dem Weisen Nicolas müssen in insgesamt zehn Bänden neue Bedrohungen für den Frieden auf Troy bekämpft werden.

### Cixi von Troy
2009-2011
(Cixi de Troy) Das Spinoff mit Cixi spielt zeitgleich zur Serie Lanfeust von Troy.

### Die Eroberung von Troy
(Conquérants de Troy) Die Serie erzählt die Geschichte der Geschwister Iana und Foibos, die vom transplanetaren Blumenkonsortium von ihrem Heimatplaneten verschleppt wurden, um auf Troy als Siedler und damit Versuchskaninchen für die Magie-Experimente des Konsortiums zu dienen.

### Die Legenden von Troy
(Les Légendes de Troy) In dieser Serie erzählt Arleston verschiedene Vorgeschichten unter Mitarbeit vieler verschiedener Zeichner.